# Taitou
Taitō (台東区 Taitō-ku) er et af Tokyos 23 bydistrikter. På engelsk kalder Taitou sig selv for Taito City.
Per 1. april 2011 havde bydistriktet 168.909 indbyggere, 94.908 husstande, og en befolkningstæthed på 16.745,86 personer per km². Det totale areal er 10,08 km².

## Historie
Bydistriktet er etableret 15. marts 1947. Gennem Edo-perioden, fandtes Yoshiwara-kvarteret i hvad der i dag kendes som Taitou.

## Geografi
Taitou er beliggende i den nordøstlige del af Tokyo Metropolis og er omgivet af bydistrikterne: Chiyoda, Bunkyou, Arakawa, Sumida og Chuuou.

## Landemærker
Taitou er berømt for sine typiske Shitamachi-distrikter.

### Nærområder
- Ueno
- Akihabara
- Ameyoko
- Yanaka
- Asakusa
- Asakusabashi

### Templer og helligdomme
- Sensō-ji og Kaminarimon
- Asakusa Shrine
- Akiba Shrine
- Kan'ei-ji
- Kishibojin

### Parker
- Asakusa Park
- Kyu-Iwasaki-tei Garden
- Sumida Park
- Ueno Park
- Yanaka Park

### Museer og zoos
- Asakura Sculpture Hall
- Daimyo Clock Museum
- National Museum of Western Art
- National Museum of Nature and Science
- Tokyo Metropolitan Art Museum
- Tokyo National Museum
- Ueno no Mori Museum
- Ueno Zoo
- Yokoyama Taikan Memorial Hall

### Underholdning
- Suzumoto Engeijo (Suzumoto Vaudeville Hall)
- Asakusa Vaudeville Hall

## Uddannelse

### Universiteter
- Tokyo National University of Fine Arts and Music
- Ueno Gakuen University

## Economy
Hovedsæderne for Bandai og Bandai Channel findes i Taitou.

### Detailhandel
- Matsuzakaya stormagasin i Ueno
- Matsuya stormagasin i Asakusa

## Events
- Sumidagawa Fireworks Festival
- Asakusa Samba Carnival
- Torigoe Shrine Matsuri
- Sanja Matsuri, en af Tokyos tre store festivals

## References
1. ↑  東京都の人口(推計) > 過去の推計 (fra Wikidata).
2. ↑  "Bandai Group Establishes 'Bandai Channel' to Distribute Broadband Content Arkiveret 3. marts 2018 hos  Wayback Machine." Bandai Group. March 4, 2004. Retrieved on March 16, 2010.